# Zalesie (powiat łańcucki)
Zalesie – wieś w Polsce położona w województwie podkarpackim, w powiecie łańcuckim, w gminie Czarna.
| SIMC    | Nazwa      | Rodzaj    |
| ------- | ---------- | --------- |
| 0647575 | Podlesie   | część wsi |
| 0647581 | Rejmanówka | część wsi |
| 0647598 | Zalas      | część wsi |

W latach 1975–1998 miejscowość należała administracyjnie do województwa rzeszowskiego.